# Stranddwergmesttor
De stranddwergmesttor (Cercyon littoralis) is een keversoort uit de familie van de waterkevers (Hydrophilidae). De wetenschappelijke naam van de soort is voor het eerst geldig gepubliceerd in 1808 door Gyllenhal.